# Gaya matutina
Gaya matutina är en malvaväxtart som beskrevs av A. Krapovickas. Gaya matutina ingår i släktet Gaya och familjen malvaväxter. Inga underarter finns listade i Catalogue of Life.